# (19524) Acaciacoleman
(19524) Acaciacoleman (1998 YB7) – planetoida z pasa głównego asteroid okrążająca Słońce w ciągu 4,32 lat w średniej odległości 2,65 j.a. Odkryta 23 grudnia 1998 roku.